# Oracle de Mart
L'oracle de Mart era un oracle del deu Mart que existia a Tiora Matiena (ara Santa Anatòlia, al municipi de Borgorose, província de Rimini). Els oracles els donaven els picots, ocells sagrats de Mart segons la manera en què es posaven o picaven a una columna de fusta.